# Martin Green
Pour les articles homonymes, voir Green.
Martin Green AM, né en 1948, est un professeur australien à l'université australienne de Nouvelle-Galles du Sud, qui travaille de manière intensive au développement de l'utilisation de l'énergie solaire. Il est récipiendaire d'un prix d'honneur du prix Nobel alternatif en 2002.

## Biographie
Martin Green est né à Brisbane où il étudie dans la sélective Brisbane State High School, il est diplômé de l'université du Queensland et a terminé son doctorat à l'université McMaster dans le Canada, où il s'est spécialisé dans l'énergie solaire. Il rejoint l'université de Nouvelle-Galles du Sud en 1974, créant le groupe d'étude des cellules photovoltaïques solaires. Ce groupe travaille avec des experts internationaux à l'amélioration des cellules solaires au silicium (efficacité de 18 % en 1983). En 1985, il porte l'efficacité à 20 %
Martin Green travaille avec Stuart Wenham, ancien élève et proche collaborateur, sur la commercialisation de ces améliorations.
Son enseignement l'a conduit à écrire le manuel Solar Cells: principes de fonctionnement, probablement le plus largement utilisé, présentant de nombreux chercheurs en cours pour le photovoltaïque. Dès 1999, son groupe a commencé  à promouvoir les capteurs photovoltaïques, anticipe la demande internationale actuelle.
Élu membre de l'IEEE (1988) et de deux académies australiennes - des sciences (1990) et des sciences technologiques et en génie (1994) -, il a reçu plusieurs prix et distinctions y compris le prix Millennium Technology (2023). 
Martin Green est actuellement professeur d'université, et directeur de recherche sur le photovoltaïque et de la photonique. Il est également directeur de recherche de CSG Solar, entreprise créée pour commercialiser la prochaine génération de silicium cristallin. Il vit à Sydney à proximité de Bronte Beach avec son épouse, Judy. 

## Reconnaissance
Martin Green est récipiendaire d'un prix d'honneur du prix Nobel alternatif en 2002, « pour son dévouement et le succès remarquables dans la maîtrise de l'énergie solaire, le défi technologique clé de notre époque. »

## Citation
« Pour moi, le chemin vers un avenir énergétique durable semble très évident. Il reste à voir si les défis politiques et organisationnels impliqués dans la reconnaissance à la nécessité de changer le statu quo peuvent également être satisfaits dans un délai raisonnable. »

— Discours d'acceptation du prix Nobel alternatif, 9 décembre 2002

## Œuvres
- (en) Martin Green, Third Generation Photovoltaics : Advanced Solar Energy Conversion, Springer, 2005, 160 p. (ISBN 978-3-540-26562-7)